# Лениногорск
Лениногорск (на татарски: Лениногорск, Leninogorsk) е град, административен център на Лениногорски район, автономна република Татарстан, Русия. Населението му през 2012 година е 63 716 души.

## Население
Към 1 януари 2012 година населението на града е 63 716 души.
В града живеят повече от 25 етнически групи, в това число:
- 43,3 % – руснаци
- 42,8 % – татари
- 5,8 % – мордовци
- 5,3 % – чуваши
- 2,8 % – други